# Olympische Winterspiele 1976/Teilnehmer (San Marino)
| Gelbes Symbol für Goldmedaillen mit stilisierten Olympischen Ringen | Graues Symbol für Silbermedaillen mit stilisierten Olympischen Ringen | Braundes Symbol für Bronzemedaillen mit stilisierten Olympischen Ringen |
| ------------------------------------------------------------------- | --------------------------------------------------------------------- | ----------------------------------------------------------------------- |
| —                                                                   | —                                                                     | —                                                                       |

San Marino nahm bei den Olympischen Winterspielen 1976 im österreichischen Innsbruck mit zwei Athleten teil.
Es war die erste Teilnahme San Marinos bei Olympischen Winterspielen.

## Teilnehmer nach Sportarten

### Ski Alpin
Männer
- Maurizio Battistini
Männer, Riesenslalom: ausgeschieden
Männer, Slalom: im 2. Lauf ausgeschieden
- Giorgio Cecchetti
Männer, Riesenslalom: 51. Platz